# Cabo de Santa María (Cabo Verde)
Cabo de Santa María (en portugués: Cabo de Santa Maria, en criollo caboverdiano: Kabu di Santa Maria) es un punto situado en el norte de la isla de Boa Vista en el país africano de Cabo Verde, cuenta con una playa que se extiende por unos 10 km. Se encuentra a una distancia de aproximadamente 6 km al noreste de la capital de la isla de Sal Rei y a 3 km al este de la montaña llamada Vigía y se accede a ella por un camino.
El área cuenta con una pequeña playa y destaca un naufragio que data de alrededor de los siglos 15 o 16 cuando aquí navegaban los portugueses.